# 高永 (1975年)
高永（1975年6月—），黑龙江拜泉人，汉族，中国民主同盟盟员。中华人民共和国政治人物、第十三届全国人民代表大会黑龙江省代表。

## 生平
2018年，高永被选为黑龙江省出席第十三届全国人民代表大会代表。